# ヤクーツク
ヤクーツク（ロシア語: Якутск, Yakutsk, サハ語: Дьокуускай（ジョクースカイ））はロシア連邦に属するサハ共和国の首都。レナ川の中流に接しており、河港を持つ。人口は約32万人。
1632年に建設された要塞を起源とする。北東連邦大学やロシア科学アカデミーの支部がある。シベリアの強い寒気により冬季には気温が例年-30°Cを下回り、最も寒かった記録では-64.4°Cを記録している。

## 歴史

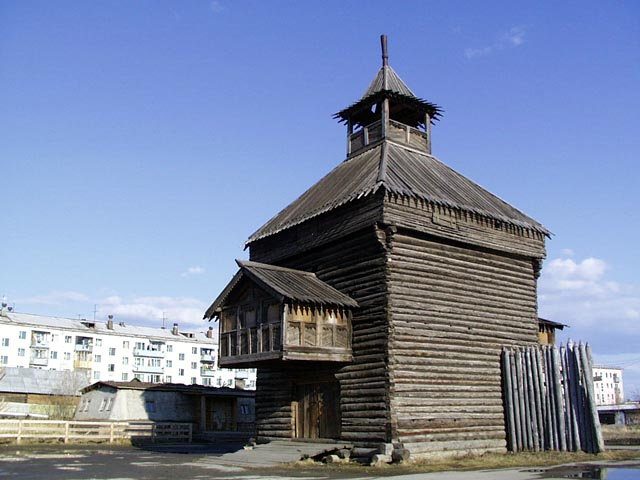
1683年に建設された要塞の塔

ヤクーツクは、バイカル湖付近からオホーツク海付近まで東西に広がるレナ川水系の中央に位置し、レナ川を使ったシベリア横断や北極海遠征の拠点として便利な位置にある。
ヤクーツク市は1632年に東シベリアへと進出したコサックが建設した砦を起源とする。砦は、入植地を取り囲むように柵が張り巡らされていた。エニセイスク軍政部の管理下にあったが、1638年より分離してヤクーツク軍政部のもとに置かれた。また当初はレナ川右岸に築かれたが、1643年に現在の左岸へと移された。
以後、ロシア人の商人や入植者が東シベリアから北極海、極東に至る範囲へ進出する拠点となり、シベリアや極東の毛皮交易の拠点、毛皮の集散地として重要な役割を果たした。都市と呼べるまでに拡大するのは、1880年代から1890年代にかけて金やその他金属の鉱床が発見されてからである。これらの鉱山にはヨシフ・スターリンの時代、グラグ（強制収容所）が作られて多くの政治犯や戦争捕虜が送り込まれ、開発がすすめられた。グラグの急速な増設と強制労働者たちによるシベリアの急速な開発は、ヤクーツクを大きな街にした。

## 気候
ケッペンの気候区分では亜寒帯湿潤気候（Dfd）であり、冬の気温は世界の都市の中で最も低い。盆地であるため冬の寒さが非常に厳しく、1月の平均気温は-40.9°Cで厳寒期には最低気温が-50°C以下になることがある。一方で、夏には緯度にもかかわらず比較的高温となり、7月を中心に30°C以上にもなることがあり、寒暖の差が極めて大きい典型的な大陸性気候である（夏季は、昼の暑さと比べて朝晩は相当冷え込むので日較差も大きい）。なお北半球で最も低い気温が観測された寒極は当市と同じサハ共和国内にある。
また永久凍土の上に建てられた都市としては世界最大で、多くの建物はコンクリートの杭の上に建つ。 
| ヤクーツク（1991 - 2020）の気候 | ヤクーツク（1991 - 2020）の気候 | ヤクーツク（1991 - 2020）の気候 | ヤクーツク（1991 - 2020）の気候 | ヤクーツク（1991 - 2020）の気候 | ヤクーツク（1991 - 2020）の気候 | ヤクーツク（1991 - 2020）の気候 | ヤクーツク（1991 - 2020）の気候 | ヤクーツク（1991 - 2020）の気候 | ヤクーツク（1991 - 2020）の気候 | ヤクーツク（1991 - 2020）の気候 | ヤクーツク（1991 - 2020）の気候 | ヤクーツク（1991 - 2020）の気候 | ヤクーツク（1991 - 2020）の気候 |
| 月                              | 1月                             | 2月                             | 3月                             | 4月                             | 5月                             | 6月                             | 7月                             | 8月                             | 9月                             | 10月                            | 11月                            | 12月                            | 年                              |
| ------------------------------- | ------------------------------- | ------------------------------- | ------------------------------- | ------------------------------- | ------------------------------- | ------------------------------- | ------------------------------- | ------------------------------- | ------------------------------- | ------------------------------- | ------------------------------- | ------------------------------- | ------------------------------- |
| 最高気温記録 °C （°F）          | −5.8 (21.6)                     | −2.2 (28)                       | 8.3 (46.9)                      | 21.1 (70)                       | 31.1 (88)                       | 35.4 (95.7)                     | 38.4 (101.1)                    | 35.4 (95.7)                     | 27.0 (80.6)                     | 18.6 (65.5)                     | 3.9 (39)                        | −3.9 (25)                       | 38.4 (101.1)                    |
| 平均最高気温 °C （°F）          | −34.0 (−29.2)                   | −27.9 (−18.2)                   | −11.6 (11.1)                    | 2.6 (36.7)                      | 13.8 (56.8)                     | 23.1 (73.6)                     | 25.8 (78.4)                     | 21.8 (71.2)                     | 11.9 (53.4)                     | −3.0 (26.6)                     | −22.3 (−8.1)                    | −34.4 (−29.9)                   | −2.85 (26.87)                   |
| 日平均気温 °C （°F）            | −36.9 (−34.4)                   | −32.9 (−27.2)                   | −19.1 (−2.4)                    | −3.7 (25.3)                     | 8.0 (46.4)                      | 17.0 (62.6)                     | 19.9 (67.8)                     | 15.6 (60.1)                     | 6.4 (43.5)                      | −6.9 (19.6)                     | −25.9 (−14.6)                   | −37.0 (−34.6)                   | −7.96 (17.68)                   |
| 平均最低気温 °C （°F）          | −39.8 (−39.6)                   | −37.2 (−35)                     | −26.0 (−14.8)                   | −10.4 (13.3)                    | 1.5 (34.7)                      | 9.8 (49.6)                      | 13.1 (55.6)                     | 9.3 (48.7)                      | 1.3 (34.3)                      | −11.0 (12.2)                    | −29.6 (−21.3)                   | −39.5 (−39.1)                   | −13.21 (8.22)                   |
| 最低気温記録 °C （°F）          | −63.0 (−81.4)                   | −64.4 (−83.9)                   | −54.9 (−66.8)                   | −41.0 (−41.8)                   | −18.1 (−0.6)                    | −4.5 (23.9)                     | −1.5 (29.3)                     | −7.8 (18)                       | −14.2 (6.4)                     | −40.9 (−41.6)                   | −54.5 (−66.1)                   | −59.8 (−75.6)                   | −64.4 (−83.9)                   |
| 降水量 mm （inch）              | 10 (0.39)                       | 9 (0.35)                        | 6 (0.24)                        | 8 (0.31)                        | 20 (0.79)                       | 30 (1.18)                       | 40 (1.57)                       | 37 (1.46)                       | 30 (1.18)                       | 19 (0.75)                       | 17 (0.67)                       | 9 (0.35)                        | 235 (9.24)                      |
| 降雪量 cm （inch）              | 31 (12.2)                       | 28 (11)                         | 31 (12.2)                       | 26 (10.2)                       | 1 (0.4)                         | 0 (0)                           | 0 (0)                           | 0 (0)                           | 1 (0.4)                         | 19 (7.5)                        | 29 (11.4)                       | 30 (11.8)                       | 196 (77.1)                      |
| 平均降雨日数                    | 0                               | 0                               | 0.1                             | 3                               | 14                              | 16                              | 15                              | 15                              | 16                              | 4                               | 0.1                             | 0                               | 83.2                            |
| 平均降雪日数                    | 28                              | 28                              | 17                              | 10                              | 5                               | 0.3                             | 0.03                            | 0                               | 4                               | 25                              | 28                              | 27                              | 172.33                          |
| % 湿度                          | 76                              | 76                              | 70                              | 60                              | 54                              | 57                              | 62                              | 67                              | 72                              | 78                              | 78                              | 76                              | 68.8                            |
| 平均月間日照時間                | 18.6                            | 98.0                            | 232.5                           | 273.0                           | 303.8                           | 333.0                           | 347.2                           | 272.8                           | 174.0                           | 105.4                           | 60.0                            | 9.3                             | 2,227.6                         |
| 出典1：Погода и Климат          |                                 |                                 |                                 |                                 |                                 |                                 |                                 |                                 |                                 |                                 |                                 |                                 |                                 |
| 出典2：NOAA                     |                                 |                                 |                                 |                                 |                                 |                                 |                                 |                                 |                                 |                                 |                                 |                                 |                                 |

## 交通
ヤクーツクは南から延びるロシア連邦道路A360「レナ」、およびアムール・ヤクーツク鉄道の終点である。実際には国道や鉄道はレナ川の対岸までで、サハ共和国内には巨大なレナ川を渡る橋はないため、夏はそこからフェリーで川を渡り、冬は凍結した川の上を車で走る。しかし、氷がまだ厚くない晩秋や、溶けたたくさんの氷が流れたり雪解け水で川があふれたりする春は川を渡ることができないため、ヤクーツク対岸の国道・鉄道終点付近には人口4,000人ほどのニジュニー・ベスチャという街がある。また、ヤクーツクは極東のオホーツク海沿岸の街マガダンともコルィマ国道で結ばれている。
レナ川を介した流域各都市や北極海への水運も盛んであるが、厳寒期には凍結するレナ川は天然の道路となり、トラックが流域の集落へ物資を届けるための幹線になる。夏にはヤクーツクを起点として、上流のレナ石柱自然公園や下流のレナ・デルタへのクルーズも出発する。
ヤクーツク空港は1931年に開港し、第二次世界大戦時にはアメリカからヨーロッパへの航空路の中継点となった。現在ではモスクワやイルクーツク、ウラジオストクなどの大都市にも定期便がある。
レナ川を渡る鉄道道路併用橋が完成すれば、バイカル・アムール鉄道上のティンダから、ネリュングリ・チュリマン・トンモトを経て北へ延びるアムール・ヤクーツク鉄道が終点のヤクーツクまで完成する見込みである。この橋は3kmを超える長さで、ヤクーツクから40km上流の、川幅が比較的狭くかつ春に氾濫原とならない場所に計画されているが、いまだ着工されていない。
このほか、ウスチ=クート - ヤクーツク - オホーツク - マガダン - ペトロパブロフスク・カムチャツキーを結ぶレナ・カムチャツカ鉄道を建設する計画も存在する。

## 研究教育・文化・観光

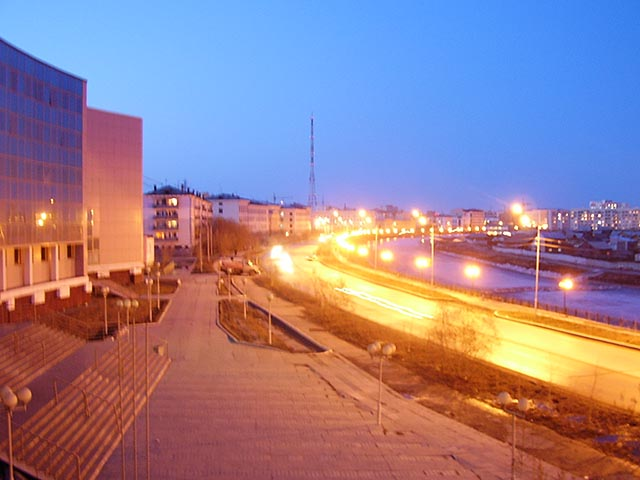
クラコフスキー通り。左の建物は国立大学の科学ビル

1956年に開設されたヤクーツク国立大学を起源とする北東連邦大学（2010年に改名）などの高等教育機関や、ロシア科学アカデミーの支部がある。およびロシア科学アカデミーの支部が市内に位置する。アカデミーには世界有数の規模の宇宙線観測施設などを擁する宇宙物理学研究所や、永久凍土に建築物を作る問題などに取り組む永久凍土研究所が属する。
またヤクーツクはマンモス博物館やサハ劇場などの文化施設もある。
2008年には、「永久凍土の王国」という観光施設が郊外に開設された。

## 経済
ヤクーツクは多くの鉱業会社の本社やオフィスが立地する。例えば世界のダイヤモンドの20%近くを生産するサハ共和国のダイヤモンド鉱山（ミールヌイやウダーチヌイなど）を管轄するアルローサ（ALROSA）の事務所もある。

## 友好都市
ヤクーツクの友好都市は、以下の通りである。
- フェアバンクス（アメリカ、アラスカ州、1989年）
- 村山市（日本、山形県、1992年）
- イエローナイフ（カナダ、ノースウエスト準州、1993年）
- 昌原市（韓国、慶尚南道、1995年）
- 黒河市（中国、黒竜江省、2001年）
- ハルビン市（中国、黒竜江省、2008年）
- オリンピア（ギリシャ、2012年）